# Tapirus greslebini
Tapirus greslebini es una especie de mamífero perisodáctilo extinto de la familia de los tapíridos y del género Tapirus que vivió en el Pleistoceno de América del Sur. 

## Características
Esta especie fue descrita originalmente por Carlos Rusconi en el año 1934, empleando como base materiales colectados en las arenas del Puelchense de Villa Ballester, provincia de Buenos Aires, en el centro-este de la Argentina.
Un amplio estudio de todos los materiales colectados en los yacimientos fosilíferos de América del Sur referidos al género Tapirus llegó a la conclusión de que esta es una especie válida. El mismo estudio concluyó que otras dos especies del género descritas también para el Ensenadense de la provincia de Buenos Aires, Tapirus dupuy C. Ameghino, 1916 y  Tapirus australis Rusconi, 1928, al presentar insuficientes muestras en su descripción original, deberían ser consideradas inválidas, por lo que pasan a ser referidas sólo como Tapirus sp.

## Hábitat y alimentación
Este taxón, como cualquier integrante del género Tapirus, se asocia a climas cálidos, y ambientes de pluviselvas, sabanas o bosques húmedos de tipo tropical o subtropical cercanos a ríos; con dieta herbívora hojas, frutas, etc. los que logra asir gracia a la presencia de una probóscide en su hocico.